# Peta-
|  | Per a altres significats, vegeu «Peta (desambiguació)». |

Peta (símbol P) és un prefix del Sistema Internacional que indica un factor de 1015, o 1.000.000.000.000.000.
Adoptat el 1975, només difereix una lletra (tal com passa amb el prefix Tera) de la paraula grega πέντε, penta, que significa cinc, ja que és igual a 1000⁵.
Per exemple;
1 petàmetre = 1 Pm = 1015 metres
1 petagram = 1 Pg = 1015 grams
1 petasegon = 1 Ps = 1015 segons
En informàtica peta vol dir 1 125 899 906 842 624 (1024⁵ o 250), en lloc de 1 000 000 000 000 000, especialment quan és usat el prefix byte, obtenint un petabyte. Per a resoldre aquesta ambiguetat, s'ha proposat el terme pebibyte per al valor 250 bytes. Però la utilització d'aquest terme no està gaire estesa.